# Peel Sessions

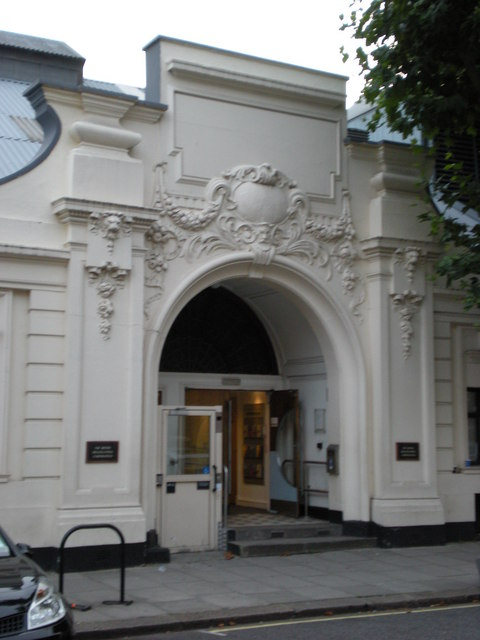
Haupteingang der Maida Vale Studios in London

Die Peel Sessions waren eine Reihe von Studioaufnahmen, die Künstler verschiedener Musikrichtungen für das Radioprogramm von BBC Radio 1 tätigten. Es entstanden im Zeitraum von 1967 bis 2004 rund 4.400 Sessions von rund 2.000 verschiedenen Künstlern. Weil sie in von John Peel moderierten Radioshows gesendet wurden, trugen sie den Namen Peel Sessions, obwohl Peel diese Sessions weder erfunden hatte noch an den Aufnahmen als Musikproduzent oder Toningenieur mitwirkte. Ihm und seinen Produzenten oblag lediglich die Auswahl der Künstler und die Entscheidung über die Ausstrahlung. Die Aufnahmen fanden zum überwiegenden Teil in eigenen Studios der BBC statt, die meisten Sessions entstanden in den Maida Vale Studios 1–6 im Londoner Stadtteil Maida Vale.

## Vorgeschichte
Bereits seit Frühjahr 1957 strahlte die BBC vorproduzierte Musiksendungen aus. Ermöglicht wurde dies durch eine Einverständniserklärung der britischen Musikergewerkschaft aus dem Jahr 1956, nach der Live-Sessions vorproduziert werden durften. Daraus entwickelte sich für neue Musikgruppen die Verpflichtung, sich einem Auswahlverfahren zu unterziehen, auf dessen Basis die Programmverantwortlichen entschieden, ob sie die Musik dieser Gruppe senden. Während dieser mehrstündigen Sessions hatte jede Band nur 45 Minuten zum Soundcheck, Proben und für die Aufnahme von drei Titeln. Eine Talent Selection Group wählte in einer wöchentlichen Sitzung die Gruppen aus, die in der Sendung Saturday Club vorgestellt wurden. Auch die noch unbekannten Beatles nahmen am 7. März 1962 an einer solchen Vorauswahl teil. 1963 übernahm Bernie Andrews diese Aufnahmesessions als Koproduzent. 1966 entwickelte er die so genannte Double Sessions, bei denen die BBC-Verantwortlichen und die Bands sieben Stunden im Studio verbrachten, sodass genügend Material für eine neue dreistündige Sendung namens Top Gear entstand. Als Moderatoren wurden John Peel und Pete Drummond ausgewählt, und die erste Sendung wurde am Sonntag, den 1. Oktober 1967, von 14:00 bis 17:00 Uhr ausgestrahlt.

## Peel Sessions
Die erste Session, die für Top Gear aufgenommen wurde, fand am 21. September 1967 mit der Gruppe Tomorrow um den Gitarristen Steve Howe statt. Die weiteren Sessions waren Aufnahmen von Traffic (25. September 1967) und ursprünglich für Saturday Club aufgenommene Sessions von Pink Floyd. Während der ersten Wochen hatten Drummond und Peel keinen Einfluss auf die Auswahl der Gruppen und auf die Programmgestaltung. Erstmals Einfluss auf die Sessions nahm Peel mit Tyrannosaurus Rex, die auf sein Drängen hin am 30. Oktober 1967 aufnahmen. Die Musik fiel in der Redaktionssitzung durch und Bernie Andrews wurde nahegelegt, Peel zu kündigen. Stattdessen verlängerte dieser den Vertrag mit Peel um zunächst sieben Wochen. Auch die Hörer zeigten sich von John Peel begeistert und Ende 1967 entschied die BBC, dass Peel die Sendung ab sofort allein präsentiert.
Anfang 1968 bekam Peel mit Night Ride eine zweite Sendung, die zu einschaltschwachen Zeiten Material verwerten sollte, das während der Hauptsendezeiten nicht berücksichtigt wurde. Die Sendung, die er gemeinsam mit John Muir präsentierte, erlangte schnell Kultstatus. Im September 1968 wählten die Leser der Musikzeitschrift Melody Maker Peel erstmals zum Top DJ und seine Sendung Top Gear zum beliebtesten Radioprogramm. Etwa zu der Zeit bildete sich für die Aufnahmesessions der Begriff Peel Sessions heraus. Im Jahr 1970 wurde John Walters zweiter DJ neben John Peel, gemeinsam begannen sie das neue Format Sound of the Seventies. Wenig später begann die technische Modernisierung der BBC-eigenen Studios Maida Vale, sodass ab dieser Zeit die Sessions in Stereo aufgezeichnet werden konnten. Da BBC Radio 1 nach wie vor über Mittelwelle ausgestrahlt wurde, waren die Sessions erst ab Herbst 1972 in Stereo zu hören. Die folgenden Jahre waren von Budgetkürzungen bei der BBC gekennzeichnet, was Auswirkungen auf die Anzahl der aufgenommenen Peel Sessions hatte, die Sendung Sounds of the Seventies fiel den Kürzungen zum Opfer.
Ab Mitte der 1970er begann Peel die Bands der aufkommenden Punk-Bewegung zu den Sessions einzuladen. Zu den Gruppen gehörten 1975 die Ramones und 1976 The Damned. Auch gab er jungen Bands wie The Cure (Session vom 4. Dezember 1978) die Möglichkeit aufzunehmen, sodass die Peel Sessions sich Ende der 1970er, Anfang der 1980er Jahre zu einem Karrieresprungbrett für unbekannte Musikgruppen entwickelten. Zu den Neuentdeckungen der 1980er Jahre gehörten Gruppen wie The Smiths, The Farm oder Frankie Goes to Hollywood. Ab 1987 trugen die Peel Sessions entscheidend zum kommerziellen Erfolg der ersten Welle des Grindcore bei, führende britische Vertreter dieses neuen Musikstils wie Napalm Death, Extreme Noise Terror und Carcass nahmen an den Sessions teil. In den 1990ern wurde das Team von Peel mit Alison Howe und Matthew Bannister verjüngt, während John Walters das Produzententeam verließ, die Sessions fokussierten sich mehr auf elektronische Musik und den musikalischen Mainstream. Mit dem Tod von Peel am 25. Oktober 2004 endeten die Peel Sessions.

## Top 5 der Künstler
Folgende Künstler nahmen die meisten Peel-Sessions auf:
| Künstler              | Anzahl | Erste Aufnahme                                  | Letzte Aufnahme  |
| --------------------- | ------ | ----------------------------------------------- | ---------------- |
| The Fall              | 24     | 30. Mai 1978                                    | 4. August 2004   |
| Ivor Cutler           | 22     | 5. Mai 1969                                     | 30. Juli 1999    |
| Vivian Stanshall      | 20     | 8. November 1967 mit der Bonzo Dog Doo-Dah Band | 29. Mai 1990     |
| Loudon Wainwright III | 15     | 18. Mai 1971                                    | 16. Juli 2003    |
| Half Man Half Biscuit | 13     | 10. November 1985                               | 10. Oktober 2004 |

## Trivia
Verschiedenen Gruppen wird nachgesagt, sie hätten eine Peel Session aufgenommen, haben es tatsächlich aber nie getan. Zu ihnen gehören bekannte Bands wie The Beatles, The Rolling Stones, Sex Pistols oder U2. Die Incredible String Band gilt als die Gruppe, bei der zwischen zwei Sessions die längste Zeit vergangen war. Die erste Aufnahme erfolgte im Oktober 1973, die nächste Aufnahme 27 Jahre später im November 2000. Ähnlich lange Zeit, nämlich 26 Jahre, vergingen zwischen den Sessions der deutschen Band Faust. Bei den Peel Sessions nahmen Künstler Lieder auf, mit denen ihnen wenig später der kommerzielle Durchbruch gelang. So nahm Joe Cocker bereits im Mai 1968 seine Version von With a Little Help from My Friends auf, die Aufnahme wurde im Juli 1968 gesendet. Die offizielle Single erschien erst drei Monate später und erreicht Platz 1 der Charts. John Peel gründete in den 1980er Jahren ein Plattenlabel namens Strange Fruit Records, das eine Vielzahl der Peel Sessions als Schallplatte und später als CD veröffentlichte.